# Плашка
Плашката е металорежещ инструмент за ръчно или машинно нарязване на външна резба.

## Видове
Плашката бива кръгла, тръбна и призматична:
- кръгла – гайка с оформени стружкови канали, образуващи режещите пера
- тръбна – тръба, в предния край на която е нарязана вътрешна резба и са изрязани 3-4 стружкови канала
- призматична – състои се от 2 части с вътрешна резба и стружкови канали